# Poromniusa crassa
Poromniusa crassa är en skalbaggsart som först beskrevs av Eduard Eppelsheim 1883.  Poromniusa crassa ingår i släktet Poromniusa, och familjen kortvingar. Arten har ej påträffats i Sverige.